# أشياء برية
أشياء برية (بالإنجليزية: Wild Things )‏ هو فيلم إثارة أمريكي من إخراج جون مكناوغتون وبطولة مات ديلون، كيفين بيكن، نيف كامبل، دنيس ريتشاردز، تيريزا روسيل، روبرت واغنر وبيل موري، صدر الفيلم في 20 مارس 1998.

## روابط خارجية
- أشياء برية على موقع IMDb (الإنجليزية)
- أشياء برية على موقع ميتاكريتيك (الإنجليزية)
- أشياء برية على موقع روتن توميتوز (الإنجليزية)
- أشياء برية على موقع نتفليكس (الإنجليزية)
- أشياء برية على موقع ألو سيني (الفرنسية)
- أشياء برية على موقع Turner Classic Movies (الإنجليزية)
- أشياء برية على موقع أول موفي (الإنجليزية)
- أشياء برية على موقع بوكس أوفيس موجو (الإنجليزية)
- أشياء برية على موقع فيلمافينيتي (الإسبانية)
- أشياء برية على موقع قاعدة بيانات الأفلام السويدية (السويدية)

لم يتم العثور على روابط لمواقع التواصل الاجتماعي.